# Crystal Planet
„Crystal Planet“ е инструментален рок албум на американския китарист Джо Сатриани, издаден през 1998 г. С него Сатриани се завръща към класическото звучене на албума от 1989 „Flying in a Blue Dream“ що се отнася до скоростта на свирене (отдалечава се от блус/джаз звученето в „Joe Satriani“ и „големите звуци“ в „The Extremist“) и текстовете. Песента „Ceremony“ е записана със седемструнна китара (Ибанез модел Universe – това е преди Ибанез да направят за него специалните седемструнни JS).

## Състав
- Джо Сатриани – китара, бас, клавишни, хармоника
- Стюарт Хам – бас
- Ерик Клодьо – клавишни
- Джеф Кампители – барабани, перкусия
- Ерик Валентин – барабани, бас, клавишни, перкусия
- Родес Хоу – перкусия
- Елк Тъндър – перкусия

|  | Тази страница частично или изцяло представлява превод на страницата Crystal Planet в Уикипедия на английски. Оригиналният текст, както и този превод, са защитени от Лиценза „Криейтив Комънс – Признание – Споделяне на споделеното“, а за съдържание, създадено преди юни 2009 година – от Лиценза за свободна документация на ГНУ. Прегледайте историята на редакциите на оригиналната страница, както и на преводната страница, за да видите списъка на съавторите. ВАЖНО: Този шаблон се отнася единствено до авторските права върху съдържанието на статията. Добавянето му не отменя изискването да се посочват конкретни източници на твърденията, които да бъдат благонадеждни. |